# HD 4208 b
HD 4208 b o Xolotlán es un planeta extrasolar situado en la estrella HD 4208. Fue descubierto en el año 2001. El planeta es probablemente un poco menos masivo que Júpiter, aunque sólo se conoce su masa mínima. Orbita la estrella a una distancia de 1,67 UA, algo más lejos que Marte orbita del sol. Su excentricidad es muy baja, lo que significa que la órbita es muy circular. Aunque el planeta tuviese lunas grandes, son probablemente demasiado frías para mantener la vida a menos que tengan los océanos del subsuelo, como Europa, luna de Júpiter, se sospecha que tiene.